# Complexe K

Un complexe K est une forme d'onde visible sur un électroencéphalogramme (EEG). Il survient pendant le stade 2 du sommeil lent paradoxal. Il s'agit de l'événement le plus visible observé sur l'EEG d'un être humain sain. Ils sont plus fréquents lors des premiers cycles de sommeil.
Les complexes K ont deux fonctions : supprimer l'éveil cortical en réponse à des stimuli que le cerveau endormi évalue comme ne signalant pas de danger, et aider à la consolidation de la mémoire basée sur le sommeil.

## Découverte
Le complexe K a été découvert en 1937 dans les laboratoires privés d'Alfred Lee Loomis, un des pionnier de l'EEG aux États-Unis, notamment par ses recherches sur les ondes cérébrales durant le sommeil.

## Neurophysiologie
Le complexe K se compose d'un bref pic négatif de haute tension, généralement supérieur à 100 μV, suivi d'un complexe positif plus lent vers 350 et 550 ms, et d'un pic négatif final à 900 ms. Les complexes K se produisent environ toutes les 1,0 à 1,7 minute et sont souvent suivis de bouffées de fuseaux de sommeil. Ils surviennent spontanément de manière périodique ou aléatoire, mais aussi en réponse à des stimuli externes tels que des sons et des contacts cutanés, et internes tels que des interruptions inspiratoires. Ils sont générés dans des zones corticales étendues bien qu'ils tendent à prédominer dans les régions frontales du cerveau.
L’activité des complexes K et des ondes delta durant le sommeil de stade 2 génère des ondes lentes (~0,8 Hz) ainsi que des oscillations delta (1,6 à 4,0 Hz). Toutefois, leur répartition topographique diffère, et les complexes K présentent une puissance delta plus élevée.
Ils sont créés par l'apparition, dans de vastes zones corticales, de courants dendritiques sortants, des couches moyenne (III) vers les couches supérieures (I) du cortex cérébral. Ceci s'accompagne d'une diminution de la puissance de l'EEG à large bande, y compris de l'activité des ondes gamma. Cela produit des états de silence neuronal, où l'activité du réseau neuronal est réduite. L'activité des complexes K est transférée au thalamus où elle synchronise le réseau thalamocortical pendant le sommeil, produisant des oscillations telles que les fuseaux et les ondes delta. Il a été observé qu'ils sont effectivement identiques, dans les « distributions laminaires des courants transmembranaires », aux ondes lentes du sommeil lent.
A l’heure actuelle, les complexes K sont considérés comme jouant un rôle protecteur du sommeil et impliqués dans le traitement de l’information. Ils participent activement à la synchronisation du sommeil NREM, tout en réagissant de manière adaptative aux stimuli internes et externes. Cela serait cohérent avec une fonction de suppression de l'éveil cortical en réponse à des stimuli que le cerveau doit initialement traiter pour déterminer s'ils sont dangereux ou non.
Une autre fonction serait de favoriser l'homéostasie d'activation des synapses et la consolidation de la mémoire. Les seuils d'activation des synapses corticales s'abaissent à l'état de veille, car elles traitent l'information, ce qui les rend plus réactives. Elles doivent donc être réajustées pour préserver leur rapport signal/bruit. L'état de ralentissement induit par les complexes K agit en réduisant l'intensité des connexions synaptiques qui se produisent pendant l'éveil. De plus, la récupération après l'état de ralentissement qu'ils induisent permet un « redémarrage » systématique des décharges corticales, permettant ainsi la répétition et la consolidation des engrammes mnésiques encodés lors des décharges neuronales.

## Evolution au cours de la vie
Les complexes K sont observables dès le sommeil des nourrissons âgés de 5 mois et se développent progressivement avec l’âge. Entre 3 et 5 ans, une composante négative plus rapide émerge et continue de se renforcer jusqu’à l’adolescence. À l’âge adulte, on observe une autre évolution : avant 30 ans, les complexes K présentent une fréquence et une amplitude plus élevées que chez les individus plus âgés, notamment ceux de plus de 50 ans. Ce phénomène est concomitant à la diminution d'autres composantes du sommeil, telles que la densité des fuseaux du sommeil et la puissance delta.
Des recherches conduites auprès de jeunes adultes (moyenne  proche de 21 ans) et de personnes âgées (autour de 75 ans) révèlent une diminution significative avec l’âge du nombre, de la densité et de l’amplitude des complexes K. L’étude conclut que plus de 90 % de la variance liée à l’âge peut être expliquée par la diminution de la densité des complexes K durant le sommeil NREM.

## Aspects cliniques et pathologies

### Épilepsie
Chez les personnes atteintes d'épilepsie généralisée idiopathique, la synchronisation induite par les complexes K peut déclencher des décharges de pointes et d'ondes. Cela se produit généralement entre l'état de veille et le sommeil lent, et entre le sommeil lent et le sommeil paradoxal. Dans l'épilepsie frontale nocturne autosomique dominante, les complexes K sont presque toujours présents au début des crises.

### Syndrome des jambes sans repos
Les personnes atteintes du syndrome des jambes sans repos présentent une augmentation du nombre de complexes K, associés aux mouvements des jambes (et souvent les précédant). Les médicaments dopaminergiques, comme la L-DOPA, qui réduisent les mouvements des jambes, ne réduisent pas le nombre de complexes K, ce qui suggère que ces derniers sont primaires et que les mouvements des jambes leur sont secondaires. L'incapacité de ces médicaments à réduire les complexes K, malgré la réduction des mouvements des jambes, pourrait expliquer pourquoi les patients continuent de se plaindre d'un sommeil non réparateur après un tel traitement.

### Apnée obstructive du sommeil
Le syndrome d'apnées obstructives du sommeil est associé à des occlusions inspiratoires provoquant une diminution de la production de complexes K pendant le sommeil lent, même si ces complexes sont normalement évoqués aux stimuli auditifs et que ces personnes réagissent normalement aux interruptions respiratoires à l'état de veille. Ceci suggère un lien entre ce type d'apnée du sommeil et une réponse corticale atténuée, spécifique au sommeil, aux troubles respiratoires,,.